# SD戰國傳系列
SD戰國傳是SD GUNDAM系列的衍生故事。原指披上日本鎧甲風的SD GUNDAM，發展至今，衍生出現代風格的○傳、三國武將風格的三國傳等，但一概歸納為同一系列。自1988年誕生後，一直受廣大FANS支持，《SD戰國傳》已成為BB戰士的主力產品，還衍生各類週邊漫畫、OVA、劇場版、手辦模型等。截至2009年10月，正在推出的系列分別為BB戰士三國傳 戰神決鬥編，BB戰士 三國傳外傳 武勇激鬥錄以及SD戰國傳 武神降臨篇。

## 誕生
1988年，BANDAI把漫畫作品《模型狂四郎》中登場的武者GUNDAM（Musha Gundam）SD化，並推出塑料模型，被視為SD戰國傳的開端。武者GUNDAM原為BB戰士的一部分，所以模型漫畫悖跟其他BB戰士一樣，採一集完的方式；但因SD武者造型大受歡迎，BANDAI 開始了以SD 武者武士造型BB戰士的長篇模型系列，並在推出精太頑駄無時，正式把系列命名為《SD戰國傳》，開展了SD戰國傳長達20年的模型系列。

## 系列
SD戰國傳
- SD戰國傳 武者七人眾篇
- SD戰國傳 風林火山篇
- SD戰國傳 天下統一篇

新SD戰國傳
- 新SD戰國傳 地上最強篇
- 新SD戰國傳 傳說之大將軍篇
- 新SD戰國傳 七人之超將軍篇
- 新SD戰國傳 超機動大將軍篇

超SD戰國傳
- 超SD戰國傳 武神輝羅鋼篇
- 超SD戰國傳 刕霸大將軍篇
- 新SD戰國傳 天星七人眾篇

武者戰記 光之變幻篇
SD高達 武者G世紀
SD頑駄無
- SD頑駄無 武者O傳
- SD頑駄無 武者O傳
- SD頑駄無 武者O傳

SDGUNDAMFORCE
- 武者烈傳·零
- 武者烈傳 舞化武可篇
- 武者番長風雲錄

BB戰士
- SD高達聖獸戰記 獸魂爭霸戰
- SD戰國傳 武神降臨編

BB戰士三國傳
- BB戰士三國傳 風雲豪傑編
- BB戰士三國傳 英雄激突編
- BB戰士三國傳 戰神決鬥編
- BB戰士三國傳外傳 武勇激鬥錄

## 製作人員
- 橫井孝二
- 今石進
- 寺島慎也
- 濱田一紀
- 神田正宏
- 一式正人
- 時田洸一
- 矢野健太郎

## 週邊作品

### 漫畫
- 《SD武者GUNDAM風雲錄》（全套9卷），大和虹一著（日：講談社；台：青文出版社；港：正文社）
- 《新SD戰國傳·七人之超將軍篇》（全套2卷），神田正宏著（日：講談社；台：青文出版社；港：正文社）
- 《新SD戰國傳·超機動大將軍篇》（全套3卷），神田正宏著（日：講談社；台：青文出版社；港：正文社）
- 《新SD戰國傳·武神輝羅鋼篇》（全套2卷），神田正宏著（日：講談社；台：青文出版社；港：正文社）
- 《新SD戰國傳·刀霸大將軍篇》（全套2卷），神田正宏著（日：講談社；台：青文出版社；港：正文社）
- 《新SD戰國傳·天星七人眾篇》（全套2卷），神田正宏著（日：講談社；台：青文出版社；港：正文社）
- 《新SD戰國傳·光之變幻篇篇》（全套2卷），神田正宏著（日：講談社；台：青文出版社；港：正文社）
- 《SD頑駄無 武者○伝》（全套2卷），一式正人著（日：講談社；台：青文出版社；港：正文社）
- 《SD頑駄無 武者○伝２》（全套2卷），一式正人著（日：講談社；台：青文出版社；港：正文社）
- 《SD頑駄無 武者○伝３》（全套3卷），一式正人著（日：講談社；台：青文出版社；港：正文社）
- 《SD高達軍團畫卷 武者烈傳 舞化武可篇》，（全套3卷），一式正人著（日：講談社；台：青文出版社；港：正文社）
- 《武者番長風雲錄》，（全套4卷）一式正人著（日：講談社；港：正文社）
- 《BB戰士三國傳·風雲豪傑篇》（全套2卷），鴇田洸一著（日：講談社；台：青文出版社；港：正文社）
- 《BB戰士三國傳·英雄激突編 》（全套3卷），矢野健太郎著（日：角川；台：台灣角川）

### 動畫
- 《SD戰國傳　暴終空城之章》
- 《SD戰國傳・頭虫邸的忍者合戦》
- 《SD戰國傳・天之巻》
- 《SD戰國傳・地之巻》
- 《SD戰國傳・真之巻》
- 《SD戰國傳・頑駄無五人衆的妖怪退治》
- 《SD戰國傳　天下泰平編》

### 遊戲
- 《SD戰國傳 國盜物語》（GameBoy）
- 《SD戰國傳2 天下統一編》（GameBoy）
- 《SD戰國傳3 地上最強編》（GameBoy）
- 《新SD戰國傳 大將軍列傳》（超級任天堂）
- 《新SD戰國傳 機動武者大戰》（PlayStation）

## 設定資料書籍
1. Hobby Japan編集部。《SDGUNDAM目錄 SD世界編》。日本：Hobby Japan，2006年。
2. COMIC BOMBOM編集部。《SDGUNDAM編年史 SD戰國傳武者英雄譚》。日本：講談社，2007年。

## 相關連結
- GUNDAM PERFECT WEB BB戰士（页面存档备份，存于）
- （香港網頁）無國界SD高達大聯盟